# William Pitt «El Jove»
William Pitt (anomenat el Jove) (Hayes, Kent, 28 de maig de 1759 - Londres, 23 de gener de 1806), primer ministre de Gran Bretanya (entre 1783 i 1801 i 1804 i 1806), que va establir les bases d'una nova etapa de prosperitat després de la Revolució Nord-americana, va ser el principal dirigent de l'Estat durant la lluita contra la França revolucionària, i se li atribueix l'organització de la Tercera Coalició després de la ruptura pel Regne Unit del Tractat d'Amiens. Se'l coneixia com el jove per distingir-lo del seu pare William Pitt (el Vell).
William Pitt va passar a ser el primer ministre més jove d'Anglaterra quan Jordi III el va nomenar per a aquest càrrec a l'edat de 24 anys el 1783.

## Biografia

### Infància
L'honorable William Pitt, segon fill de William Pitt el Vell, va néixer a Hayes al districte de Bromley de Londres. La seva mare, Hester Grenville, era germana de l'antic primer ministre George Grenville. Segons el biògraf John Ehrman, Pitt va heretar l'empenta i geni del seu pare i la naturalesa decidida i metòdica de la línia Grenville.
Nen intel·ligent però de mala salut, va ser educat a casa pel reverend Edward Wilson i ràpidament es va convertir en expert en llatí i grec. El 1773, als 14 anys, va ingressar al Pembroke College, a Cambridge, on va estudiar filosofia política, literatura clàssica, matemàtiques, trigonometria, química i història. A Cambridge, el tutor de Pitt va ser George Pretyman que es va convertir en un amic íntim. Més tard Pitt el va nomenar bisbe de Lincoln i Winchester, i va fer un bon ús dels seus consells al llarg de la seva carrera política. Es va fer amic del jove William Wilberforce que es convertiria en un amic lleial i aliat polític al parlament. Pitt solia socialitzar només amb altres estudiants i amb els que ja coneixia i poques vegades s'aventurava fora de la universitat. No obstant això, el van descriure com a encantador i amable. Segons Wilberforce, Pitt tenia un enginy excepcionalment ràpid i un entranyable sentit de l'humor: «cap home... es va lliurar més lliurement o feliç a aquesta broma juganera que afalaga totes les persones sense fer mal a ningú. L'any 1776, Pitt, discapacitat per una mala salut, es va aprofitar d'un privilegi poc utilitzat reservat als fills dels nobles i va optar per graduar-se sense haver de passar un examen. El pare de Pitt, que havia estat elevat al rang de comte de Chatham, va morir el 1779. No sent el fill gran, Pitt només va rebre una petita part de l'herència del seu pare. Va rebre una educació legal a Lincoln's Inn i va entrar al bar l'estiu de 1780.

## Els inicis en la política
A les eleccions generals de setembre 1780, Pitt va disputar la seu de la Universitat de Cambridge però va ser derrotat. Encara intentant entrar al parlament, Pitt, amb l'ajuda del company d'estudis Charles Manners, va aconseguir el suport de James Lowther. Lowther, de fet, controlava el rotten borough d'Appleby-in-Westmorland; una elecció parcial en aquesta circumscripció va enviar Pitt a la Cambra dels Comuns el gener de 1781. Les condicions de la seva entrada al parlament no van impedir que Pitt posteriorment fes campanya contra les mateixes rotten borough a les quals devia el seu escó.
Al parlament, el jove Pitt va deixar de banda la seva tendència a retenir-se en públic i va emergir com un orador dotat en el seu primer discurs oficial. Pitt es va alinear inicialment amb whigs influents com Charles James Fox. Al costat dels whigs, Pitt va denunciar la continuació de la guerra a les colònies americanes com havia fet el seu pare. Va proposar al primer ministre Lord North fer la pau amb els rebels nord-americans. Pitt també va donar suport a les mesures de reforma parlamentària, inclosa una proposta per combatre la corrupció electoral. Va renovar la seva amistat amb William Wilberforce, ara diputat de Kingston upon Hull, amb qui va conversar als passadissos de la Cambra dels Comuns.
Després de la caiguda de Lord North el 1782, el whig Lord Rockingham va ser nomenat primer ministre. A Pitt se li va donar el lloc de vicetresorer d'Irlanda, però el va rebutjar perquè era massa jove. Lord Rockingham va morir només tres mesos després del seu nomenament i va ser succeït per un altre whig, Lord Shelburne. Molts whigs que havien format part del ministeri de Rockingham, inclòs Fox, es van negar a servir el nou primer ministre. Pitt va acceptar el còmode càrrec de ministre d'Hisenda.
Fox, que es va convertir en el rival polític de tota la vida de Pitt, es va unir a una coalició liderada per Lord North amb la qual va intentar fer caure l'administració de Shelburne. Quan Lord Shelburne va dimitir el 1783, el rei Jordi III, que menyspreava Fox, va oferir a Pitt el càrrec de primer ministre. No obstant això, Pitt es va negar sàviament ja que sabia que no podria obtenir el suport de la Cambra dels Comuns.
El 1783 Pitt va desenvolupar una animositat virulenta cap a un altre membre del Parlament, Christopher Potter. Aquest últim també tenia com a objectiu ser primer ministre i, a més, havia participat en els preliminars de la Pau d'Amèrica que es signaria a París el setembre 1783, en presència de Benjamin Franklin. Dues raons suficients per lluitar. Sembla que es va produir un duel entre els dos homes i Pitt va sortir victoriós, lesionant el seu oponent. La coalició Fox-North va arribar al poder en un govern nominalment dirigit per William Cavendish-Bentinck
Pitt, que havia perdut el seu càrrec de canceller d'Hisenda, es va unir a l'oposició. Va plantejar la qüestió de la reforma parlamentària per afeblir la coalició Fox-North que estava formada per partidaris i opositors de la reforma. No va defensar una ampliació del sufragi sinó que va intentar atacar la corrupció i les rotten borough. Encara que la seva proposta no va ser acceptada, molts reformadors del Parlament van començar a considerar a Pitt com el seu representant en lloc de Charles James Fox.

## Impacte de la revolució americana
La coalició Fox-North va caure el desembre de 1783 després que Fox proposés la Llei d'Edmund Burke per reformar la Companyia Britànica de les Índies Orientals. Fox va argumentar que la llei era necessària per salvar l'empresa de la fallida, responent a Pitt: «La necessitat és la raó invocada per a qualsevol atac a la llibertat humana. Aquest és l'argument dels tirans; aquest és el credo dels esclaus». El rei es va oposar a aquesta llei i quan va ser aprovada a la Cambra dels Comuns, va assegurar el seu rebuig a la Cambra dels Lords amenaçant de considerar com a enemic seu a tots aquells que votessin a favor de la llei. Després del fracàs del projecte de llei a la cambra alta, Jordi III va destituir la coalició governamental i va oferir el càrrec de primer ministre per tercera vegada a William Pitt que el va acceptar.
Pitt, llavors amb 24 anys, es va convertir en el primer ministre més jove de Gran Bretanya i es va burlar de la seva joventut. Una cançó infantil popular comentava Una visió que s'eleva i atrau l'atenció de totes les nacions: Un regne confiat a la cura d'un escolar. Molts ho van veure com un nomenament de transició abans que un estadista més experimentat prengués el relleu. No obstant això, encara que es rumorejava àmpliament que la nova administració no arribaria a Nadal, va durar 17 anys.
Per tal de reduir el poder de l'oposició, Pitt va oferir a Charles James Fox i als seus aliats posicions al seu gabinet. La negativa de Pitt a apel·lar a Lord North va frustrar els seus esforços. El nou govern fou atacat immediatament i el gener de 1784 s'enfrontà a una moció de censura. No obstant això, Pitt va fer el pas sense precedents de negar-se a dimitir malgrat la seva derrota. Va mantenir el suport del rei que es va negar a lliurar les regnes del poder a la coalició Fox-Nord. També va rebre el suport de la Cambra dels Lords, que va aprovar mocions de suport i va rebre molts missatges d'ànim d'arreu del país, fet que va portar alguns diputats a recórrer a Pitt. Al mateix temps li van lliurar les claus de la City de Londres. Quan va tornar de la cerimònia, va ser aplaudit per la gent del poble. En passar per davant d'un club whig, el carruatge va ser atacat per un grup d'homes que van intentar assaltar Pitt. Quan es va estendre la notícia, es va suposar que Fox i els seus associats estaven desesperats per acabar amb Pitt.
Pitt va guanyar una gran popularitat entre el públic, així com el sobrenom Billy honest en contrast amb les imatges de corrupció, deslleialtat i manca de principis àmpliament associades a Fox i North. Malgrat una sèrie de derrotes a la Cambra dels Comuns, Pitt es va mantenir desafiant al càrrec mentre la majoria que s'oposava a ell es va desintegrar.
El març de 1784 es va dissoldre el Parlament i es van celebrar eleccions generals. A la majoria de circumscripcions, les eleccions van ser entre candidats que representaven clarament Pitt o Fox o North. Els primers informes van mostrar un vot aclaparador per a Pitt i molts membres de l'oposició que encara no havien enfrontat en les votacions es van retirar o van fer acords amb els seus oponents per evitar derrotes ruïnoses.

## Primer mandat
El primer mandat de Pitt, durant el regnat de Jordi III del Regne Unit, va estar dominat per importants esdeveniments a Europa, com ara la Revolució Francesa i les Guerres Napoleòniques. Pitt, encara que sovint es defineix com a tory, es considerava un whig independent i en general es va oposar al desenvolupament d'un sistema polític de partits.
Un cop formada i assegurada la seva administració, Pitt podria començar a implementar el seu programa. La seva primera decisió important com a primer ministre va ser la Pitt's India Act de 1784 que va reorganitzar la Companyia Britànica de les Índies Orientals per lluitar contra la corrupció. La Llei de l'Índia va crear una nova junta de control per supervisar les accions de l'empresa. Aquest acte era diferent del desafortunat India Bill Fox de 1783 i especificava que el consell podia ser nomenat pel rei. Lord Sydney va ser nomenat president d'aquest consell. L'acte va centralitzar el domini britànic a l'Índia reduint el poder dels governadors de Bombai i Chennai i reforçant el del governador general de l'Índia, Charles Cornwallis. Més modificacions i sobre els poders del governador general es van fer l'any 1786 després que la Penang Company quedés sota tutela.
En els afers interns, Pitt va donar suport a la causa de la reforma parlamentària. El 1785 va introduir una legislació per eliminar la representació de 36 rotten borough i  ampliar lleugerament la representació. El suport de Pitt a la Llei no va ser suficient, però, i la Llei va ser rebutjada per la Cambra dels Comuns. Aquesta llei va ser l'última proposta de reforma parlamentària presentada per Pitt davant el Parlament.

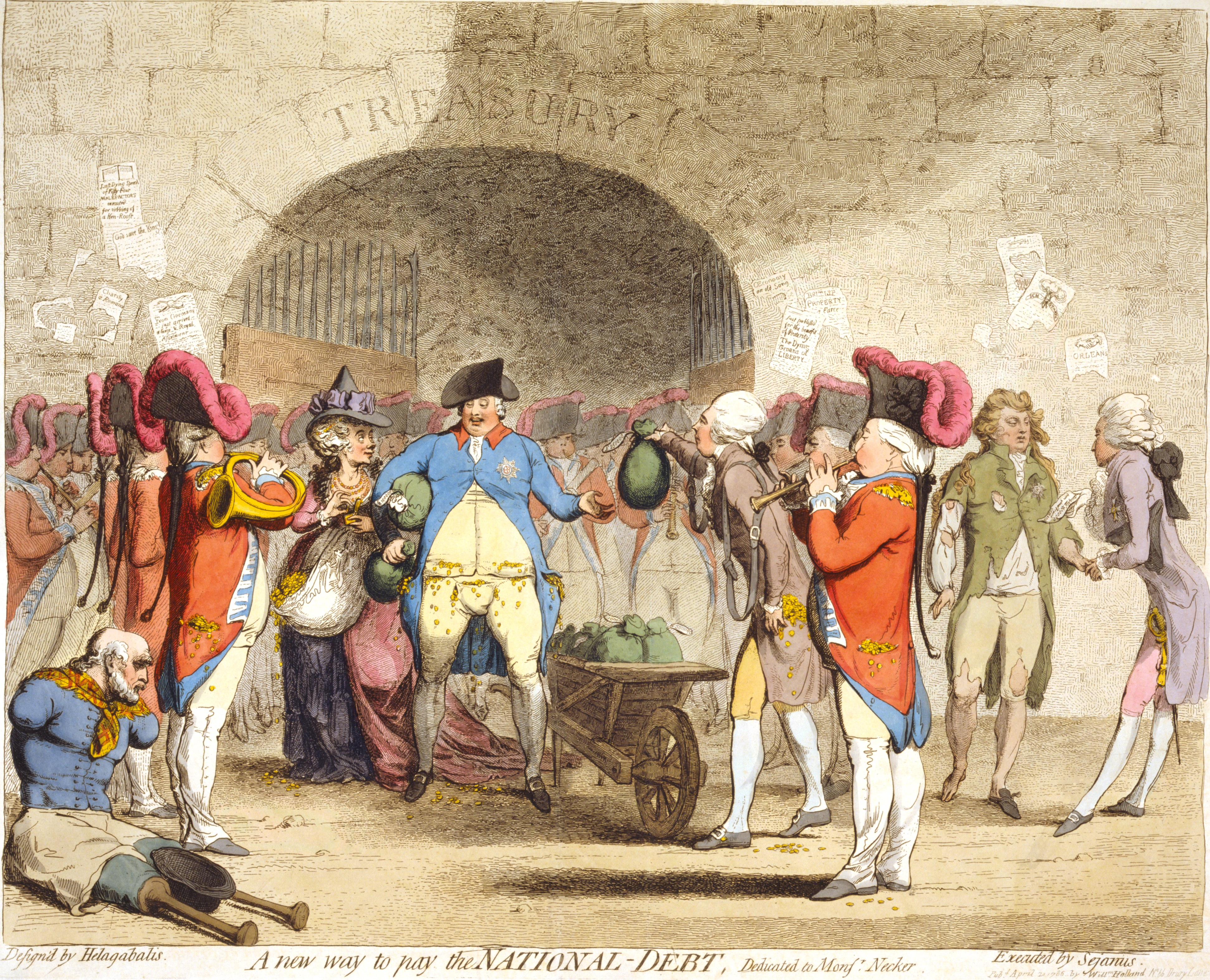
A 'A new way to pay the National Debt (1786), James Gillray caricaturitza la reina Carlota i Jordi III rebent nombroses bosses plenes d'or de Pitt destinades a cobrir les despeses reials.

Un altre assumpte intern important que preocupava a Pitt era el deute nacional que havia augmentat considerablement arran de la revolta de les colònies americanes. Pitt pretenia reduir el deute públic imposant nous impostos i introduint mesures destinades a reduir el contraban i el frau. El 1786 va establir un fons per fer front al deute. Cada any, un milió de lliures obtingudes dels nous impostos s'afegirien a aquest fons per interès; en última instància, els diners del fons s'utilitzarien per pagar el deute. El sistema es va ampliar el 1792 per tenir en compte els nous préstecs emesos pel govern.
Pitt va intentar formar aliances a Europa per reduir la influència francesa. El 1788 va formar la Triple Aliança amb el Regne de Prússia i les Províncies Unides. Durant la crisi de Nootka de 1790, Pitt va aprofitar l'aliança per forçar Espanya a abandonar les seves pretensions de control exclusiu de les costes occidentals d'Amèrica del Nord i del Sud. L'Aliança, però, no va aconseguir més beneficis per a Gran Bretanya.

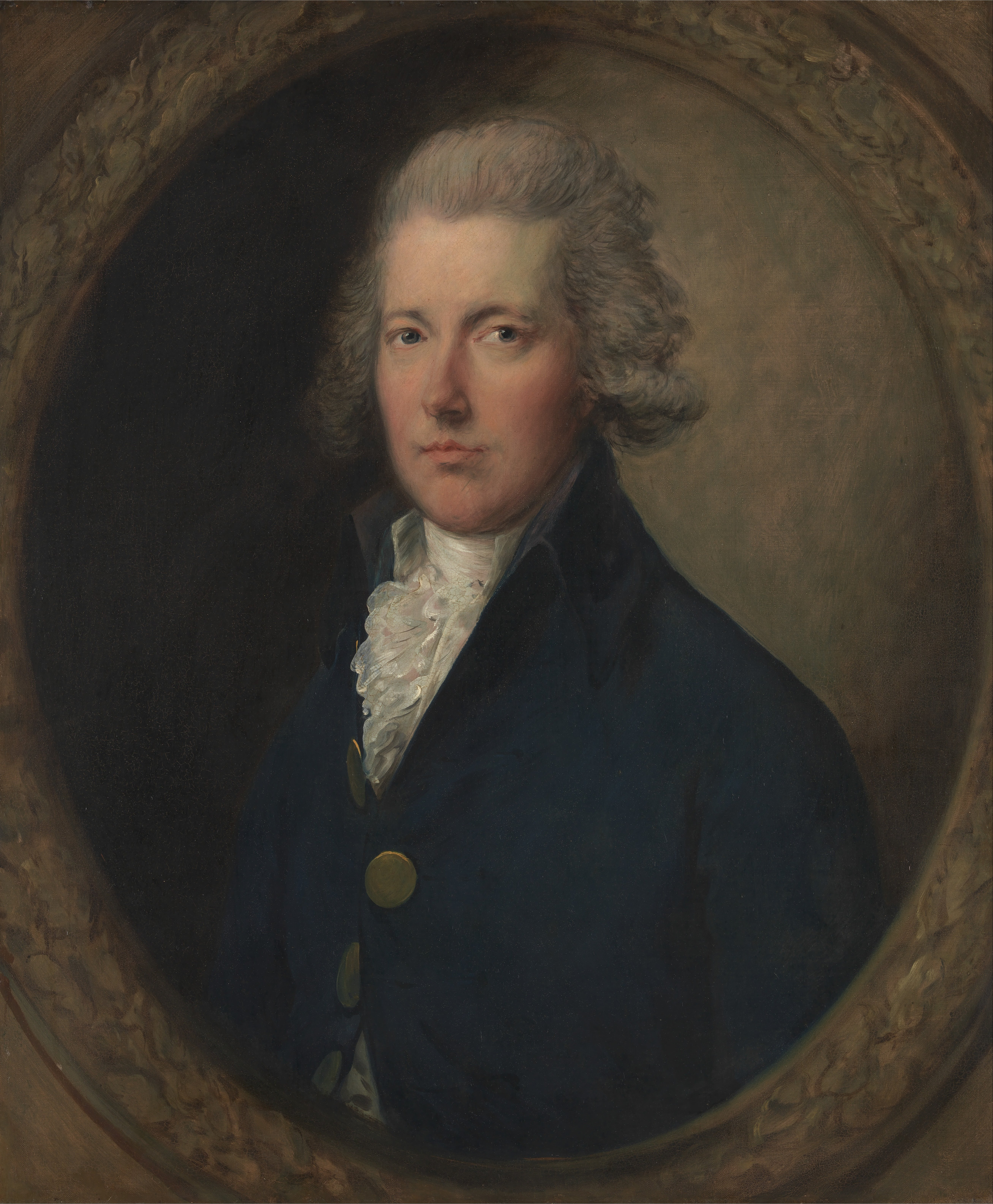
William Pitt, 1787-1789, per Thomas Gainsborough Centre d'Art Britànic de Yale

El 1788, Gran Bretanya es va enfrontar a una crisi important quan el rei Jordi III va emmalaltir probablement de porfíria, una malaltia de la sang poc coneguda en aquell moment. Si no es tracta a temps, pot provocar discapacitat mental. Tanmateix, les lleis del regne no preveien cap previsió en cas de malaltia mental del rei i la qüestió era si es podia nomenar un regent. Totes les faccions del parlament van coincidir que l'únic candidat viable era el fill gran del rei, el príncep Jordi. El príncep, però, era partidari de Charles James Fox. Si arribés al tron, probablement deposaria a Pitt. No obstant això, el Parlament va debatre durant mesos sobre aquesta oportunitat i sobre les disposicions legals relatives a la regència. Afortunadament per a Pitt, George III es va recuperar el febrer de 1789 just després de la introducció de la Llei de regència.
Les eleccions generals de 1790 van aportar una còmoda majoria per al govern i Pitt va poder continuar com a primer ministre. El 1791 es va proposar resoldre un dels problemes que enfrontava l'Imperi Britànic: el futur de l'Amèrica del Nord britànica. Segons els termes de l’Acta Constitucional de 1791, la província de Quebec es va dividir en dues colònies separades: el Baix Canadà amb una majoria francòfona i l'Alt Canadà amb una majoria de parla anglesa. L'agost de 1792, George III va nomenar Pitt al càrrec honorífic de Governador dels Cinc Ports. El 1791 el rei havia proposat elevar-lo al rang de cavaller de l'Orde de la Lligacama, però Pitt va suggerir que l'honor recaigués en el seu germà gran John Pitt, el segon comte de Chatham.

## Revolució francesa

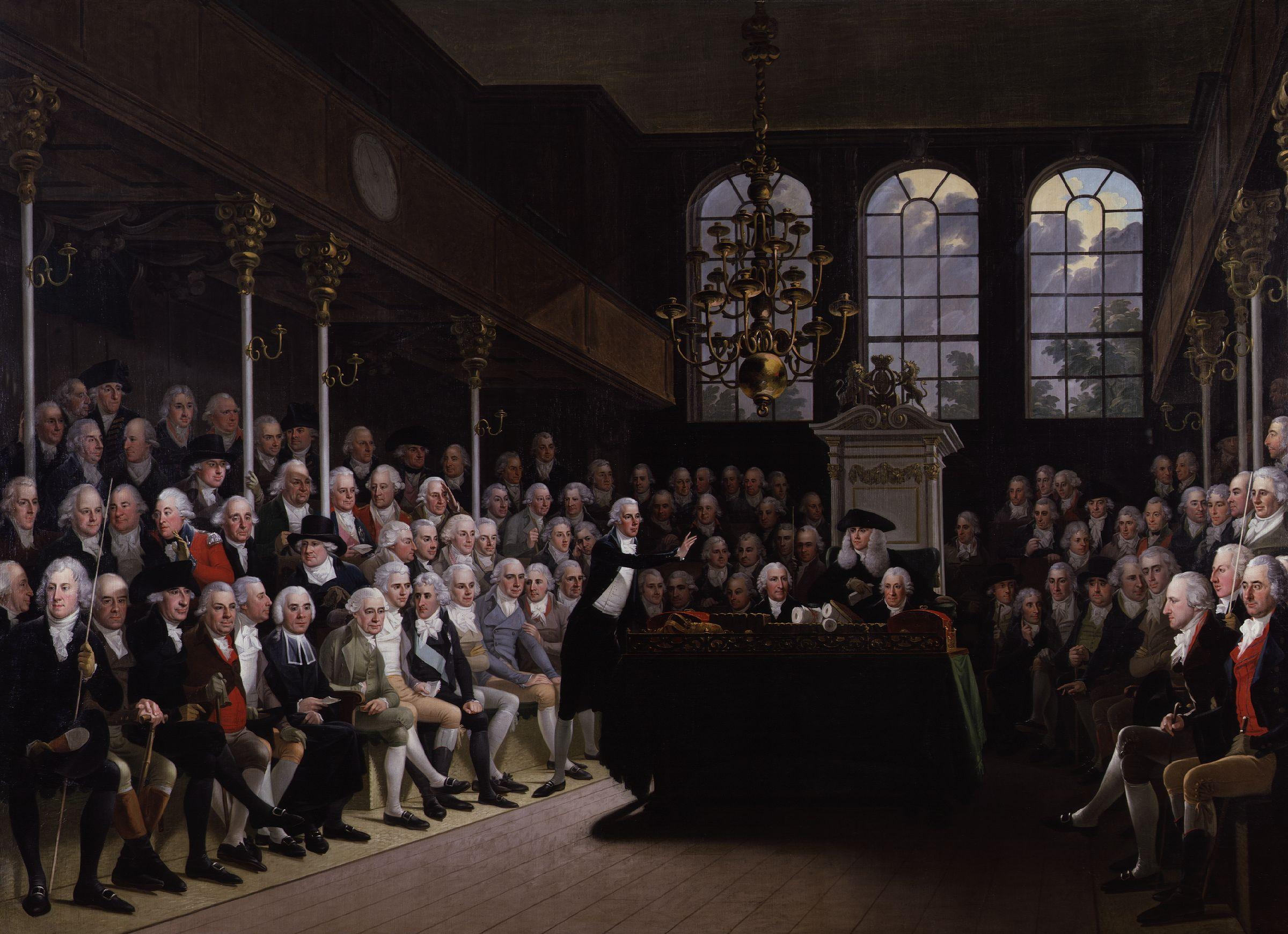
Pintura de Karl Anton Hickel que representa Pitt parlant a la Cambra dels Comuns.

Els partidaris de les reformes parlamentàries es van veure animats per l'esclat de la Revolució Francesa. Aquestes reformes van passar a un segon pla després del rebuig del projecte de llei el 1785. Els reformadors, però, van ser ràpidament titllats de radicals i partidaris dels revolucionaris francesos. El 1794, trenta membres del moviment radical van ser arrestats i tres d'ells van ser acusats d’alta traïció per l'administració Pitt però van ser absolts. El Parlament va començar a aplicar una legislació repressiva per silenciar els reformadors. Els individus que publicaven material sediciós van ser castigats i el 1794 es va suspendre el privilegi de demanar Habeas corpus. Altres mesures repressives inclouen la Seditious Meetings Act que reduïa el dret de reunió i la Llei de combinació que prohibia els sindicats i les reivindicacions col·lectives dels treballadors. Els problemes de reclutament dins de la Royal Navy també van portar a Pitt a introduir un sistema de quotes el 1795 a més del sistema anterior d'allistament forçat.
El 1793, l'exèrcit britànic va intentar envair la colònia de Saint-Domingue (Haití) però va ser repel·lit per un exèrcit d'esclaus rebels. Si l'empresa hagués tingut èxit, hauria donat un nou impuls a l'esclavitud.

Guillem Hanlon: caricatura de Pitt com una eruga que devora el Regne Unit (1795).

La guerra amb França va ser extremadament costosa i va posar en perill les finances britàniques. Aleshores, el Regne Unit només tenia un exèrcit permanent molt feble, que posteriorment s'expandiria i esdevindria important durant els darrers anys de les Guerres Napoleòniques. La Gran Bretanya va contribuir a l'esforç bèl·lic amb la seva poderosa marina i finançant les diferents coalicions contra França. L’any 1797 Pitt es va veure obligat a protegir les reserves d'or del regne evitant que els individus comerciessin or amb el Banc d'Anglaterra i va introduir els primers bitllets de banc. També va haver d'implementar el primer impost sobre la renda de la història del país. El nou impost va ajudar a compensar les pèrdues d'ingressos per la disminució del comerç. Malgrat els esforços de Pitt i els aliats europeus, els francesos van derrotar els membres de la Primera Coalició el 1798. Es va formar una Segona Coalició formada per la Gran Bretanya, Àustria, Rússia i l'Imperi Otomà, però no va poder derrotar els francesos. La caiguda de la Segona Coalició durant la derrota austríaca a Marengo el 14 de juny de 1800 va deixar la Gran Bretanya sola contra França.
El 1793, William Pitt va ser objecte d'un decret de la Convenció Nacional que el declarava enemic de la humanitat, una primera versió, modificada posteriorment, fins i tot va predir el seu assassinat.

## Renúncia
La Revolució Francesa havia reactivat les tensions polítiques i religioses a Irlanda, un regne sota el control de la corona britànica. El 1798, els nacionalistes irlandesos es van aixecar esperant el suport francès. Pitt creia fermament que l'única solució al problema era la unió de Gran Bretanya i Irlanda. Després de l'aixafament de la revolta, va posar en pràctica la seva política. El sindicat va ser establert per l'Acta d'unió de 1800. La corrupció va permetre obtenir el suport dels parlamentaris irlandesos. Irlanda es va unir oficialment amb Gran Bretanya dins d'un únic regne, la qual cosa va provocar un canvi en el nom del país, convertint-se en el Regne Unit de la Gran Bretanya i Irlanda el 1er de gener de 1801.

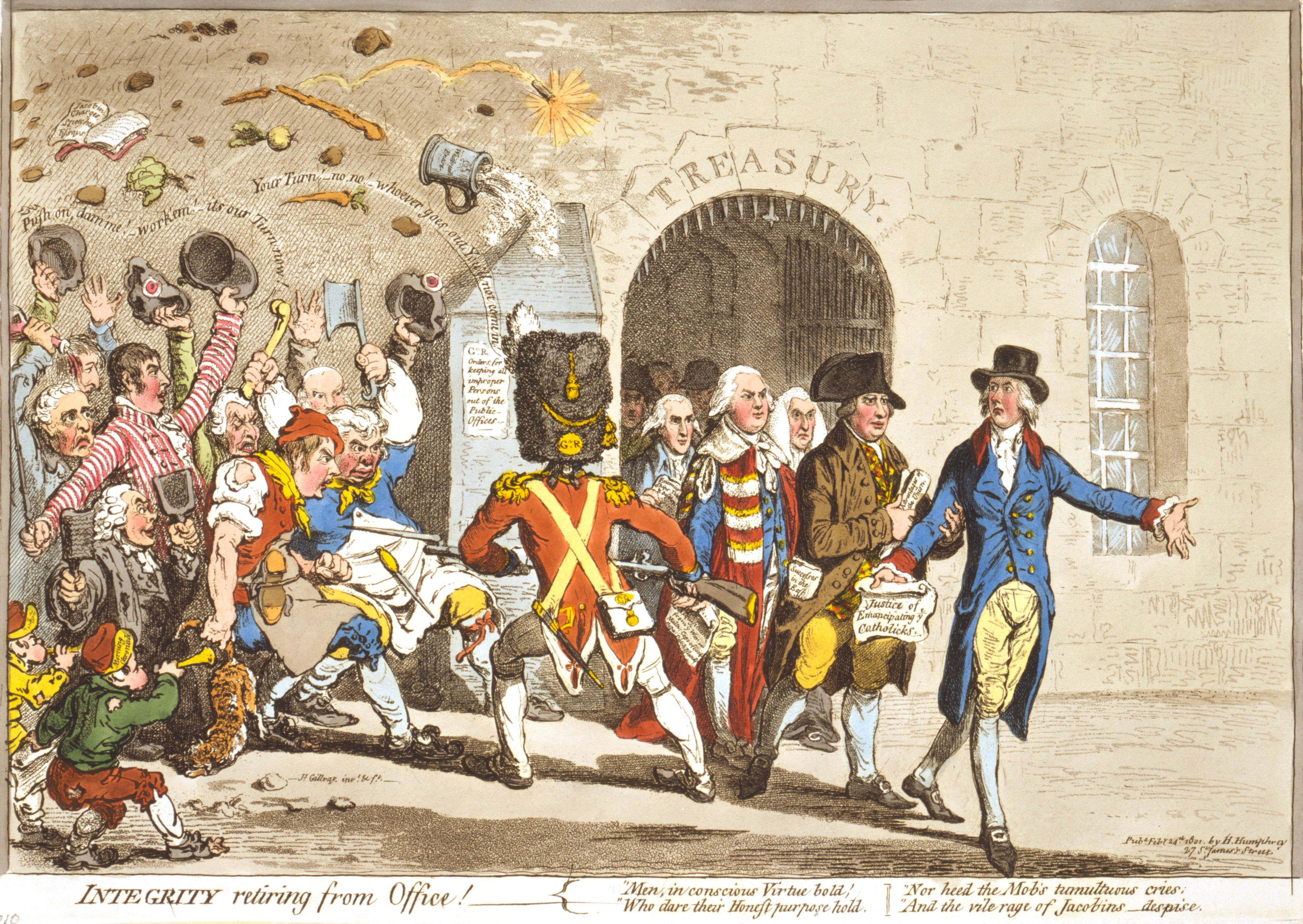
Gillray caricaturitza la renúncia de Pitt retirant-se del càrrec! (la integritat deixa el càrrec !) (1801).

Pitt pretenia inaugurar el nou regne concedint concessions als catòlics, la majoria a Irlanda, i abolint les diverses restriccions de les quals eren víctimes. Tanmateix, el rei Jordi III es va oposar fermament a qualsevol emancipació catòlica. Va argumentar que acceptar noves llibertats violaria el seu jurament de protegir l'Església d'Anglaterra. Pitt, incapaç de fer canviar d'opinió al rei, va dimitir el 16 de febrer de 1801 per permetre al seu amic polític Henry Addington formar una nova administració. Aproximadament al mateix temps el rei va patir un altre atac de bogeria i Addington no va poder rebre el seu nomenament oficial. Tot i que va dimitir, Pitt va continuar ocupant temporalment les tasques governamentals. El 18 de febrer de 1801, presenta el pressupost anual al parlament. El poder es va transferir a Addington el 14 de març quan el rei estava millor de salut.

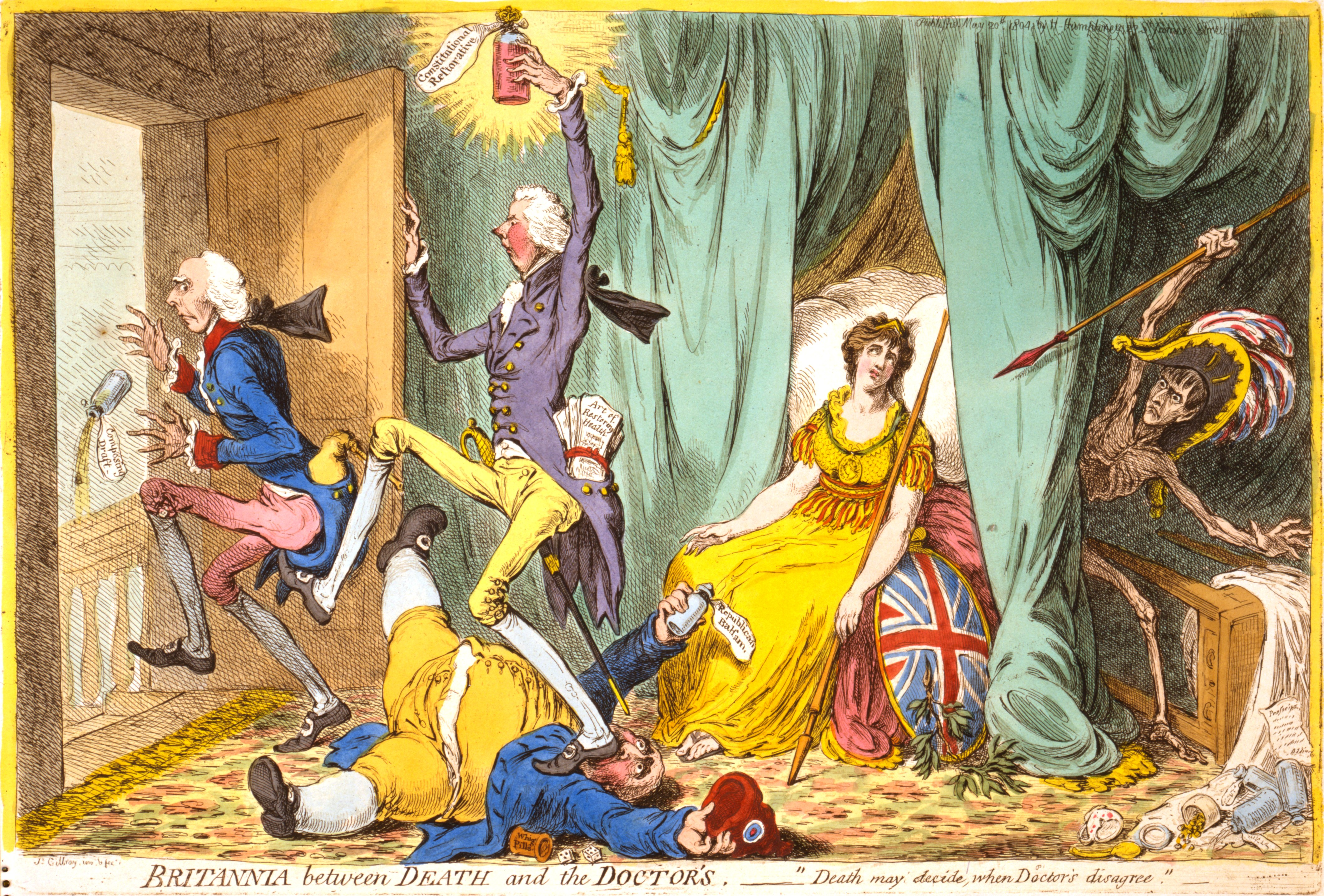
A Britannia between Death and the Doctor's (1804), Gillray representa a Pitt com el Doctor perseguint Addington des de l'habitació de la malaltissa Britannia.

Pitt va donar suport a la nova administració, però amb poc entusiasme. Sovint estava absent del Parlament, preferint quedar-se a la seva residència com a Lord Guardià dels Cinc Ports al castell de Walmer. Al castell va ajudar a organitzar una milícia en cas d'una invasió francesa i va rebre el grau de coronel en un batalló de la Casa de la Trinitat. També va encoratjar la construcció de les torres Martello i el canal militar reial a Romney Marsh. Va llogar terrenys al voltant del castell per plantar arbres. La seva neboda Hester Stanhope va dissenyar i mantenir els jardins.
El reconeixement de la República Francesa per l'Imperi Rus el 1799 i per Àustria el 1801, el Tractat d'Amiens entre França i la Gran Bretanya va marcar el final de les Guerres de la Revolució Francesa. Tanmateix, el 1803 es van reprendre les hostilitats entre el Regne Unit i el Primer Imperi Francès de Napoleó Bonaparte. Encara que Addington li va demanar que s'incorporés al seu govern, Pitt va preferir unir-se a l'oposició i es va fer cada cop més crític amb les polítiques posades en marxa. Addington no va poder fer front a l'oposició conjunta de Pitt i Fox i va veure com la seva majoria va desaparèixer gradualment. A finals d’abril 1804, Addington es va veure obligat a dimitir.

## Segon mandat
Pitt va tornar a ser primer ministre el 10 de maig de 1804. Inicialment havia esperat poder formar un ampli govern de coalició, però va haver de lluitar amb el rei que va continuar oposant-se al nomenament de Fox. A més, molts dels antics aliats de Pitt, inclosos els d'Addington, es van unir a l'oposició. Com a resultat, la segona administració de Pitt va ser molt més feble que la primera.
El govern britànic va pressionar l'emperador francès Napoléon jo. Gràcies als esforços de Pitt, el Regne Unit es va unir a la Tercera Coalició. A l'octubre de 1805, l'almirall britànic Horatio Nelson va obtenir una victòria aclaparadora a la batalla de Trafalgar, que donaria al Regne Unit la supremacia marítima britànica fins al final de la guerra, i molt més enllà. En un banquet anual, Pitt va ser aclamat com el salvador d'Europa però ell va respondre: «Us agraeixo de tot cor l'honor que em feu, però Europa no la salvarà un sol home. Anglaterra es va salvar gràcies als seus esforços i, espero, salvarà Europa amb el seu exemple».
No obstant això, la coalició va ser derrotada després de grans derrotes a Ulm (octubre 1805) i Austerlitz (desembre 1805). Després de ser informat del resultat de la batalla d'Austerlitz, va declarar sobre un mapa d'Europa:
| « | Guardeu aquest mapa, no se us demanarà en els propers deu anys | » |

## Mort

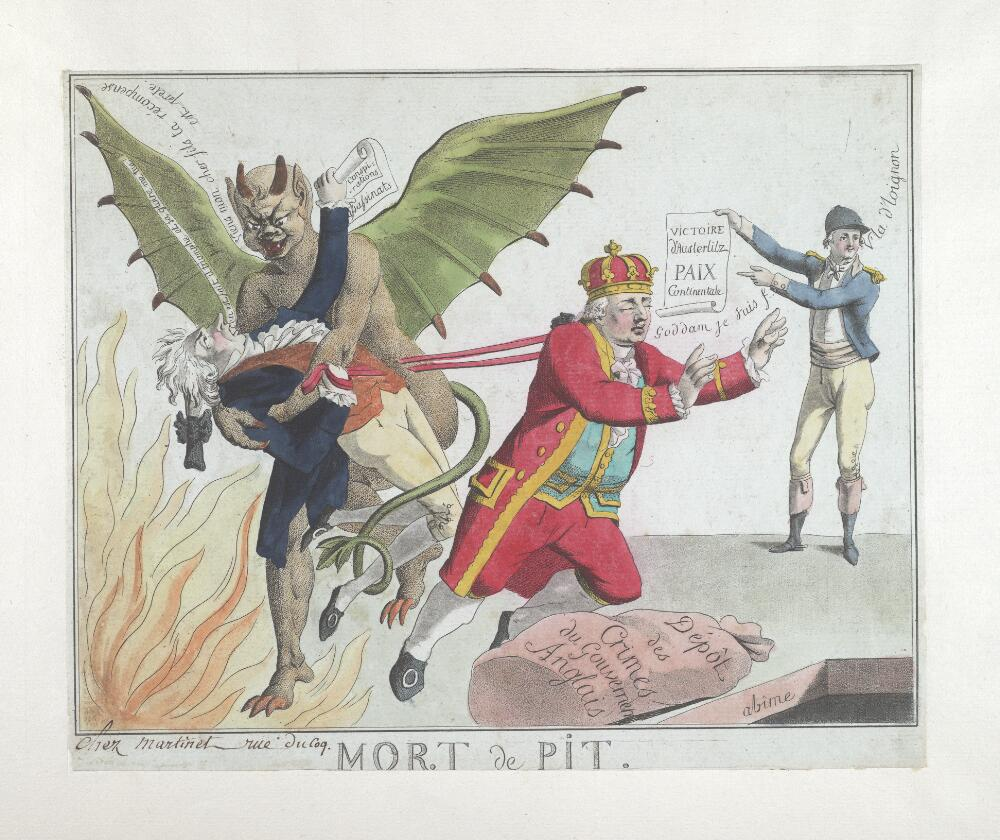
Caricatura de 1806 que representa la mort de Pitt.

William Pitt va patir molt temps problemes de salut. Estava molt malalt de gota i bilis, potser causada per una úlcera duodenal. La seva mort es va atribuir a una insuficiència hepàtica. Es diu que va ser causada pel Porto, era gran la seva passió per la famosa beguda portuguesa. Després de la seva mort el gener de 1806, Pitt va ser enterrat a l'Abadia de Westminster. No tenia ni dona ni fills.
Els deutes de Pitt ascendien a 40.000 £ a la seva mort, però el Parlament va acceptar pagar la suma. Una moció li va concedir un funeral i un monument d'estat, malgrat l'oposició de Fox. El cos de Pitt va ser enterrat a l'abadia de Westminster juntament amb el del seu pare el 22 de febrer de 1806. William Grenville es va convertir en primer ministre i va dirigir el Ministeri de Tots els Talents, una àmplia coalició de  la qual Fox formava part.

## Llegat
William Pitt el Jove va ser un gran primer ministre que va consolidar el càrrec. Encara que de vegades va ser atacat per membres del seu gabinet, va ajudar a definir el paper del primer ministre com a supervisor i coordinador dels diferents ministeris. No va ser, però, la figura dominant en la vida política del país, ja que el rei continuava sent la força dominant en el govern. Pitt va ser el primer ministre no perquè comptés amb el suport de l'electorat o de la Cambra dels Comuns, sinó perquè conserva el favor de la Corona. Un dels èxits més importants de Pitt va ser la recuperació financera després de la Guerra d'Independència dels Estats Units. Pitt va ajudar el govern a gestionar el creixent deute nacional i va implementar un nou sistema fiscal per millorar-ne l'eficiència.

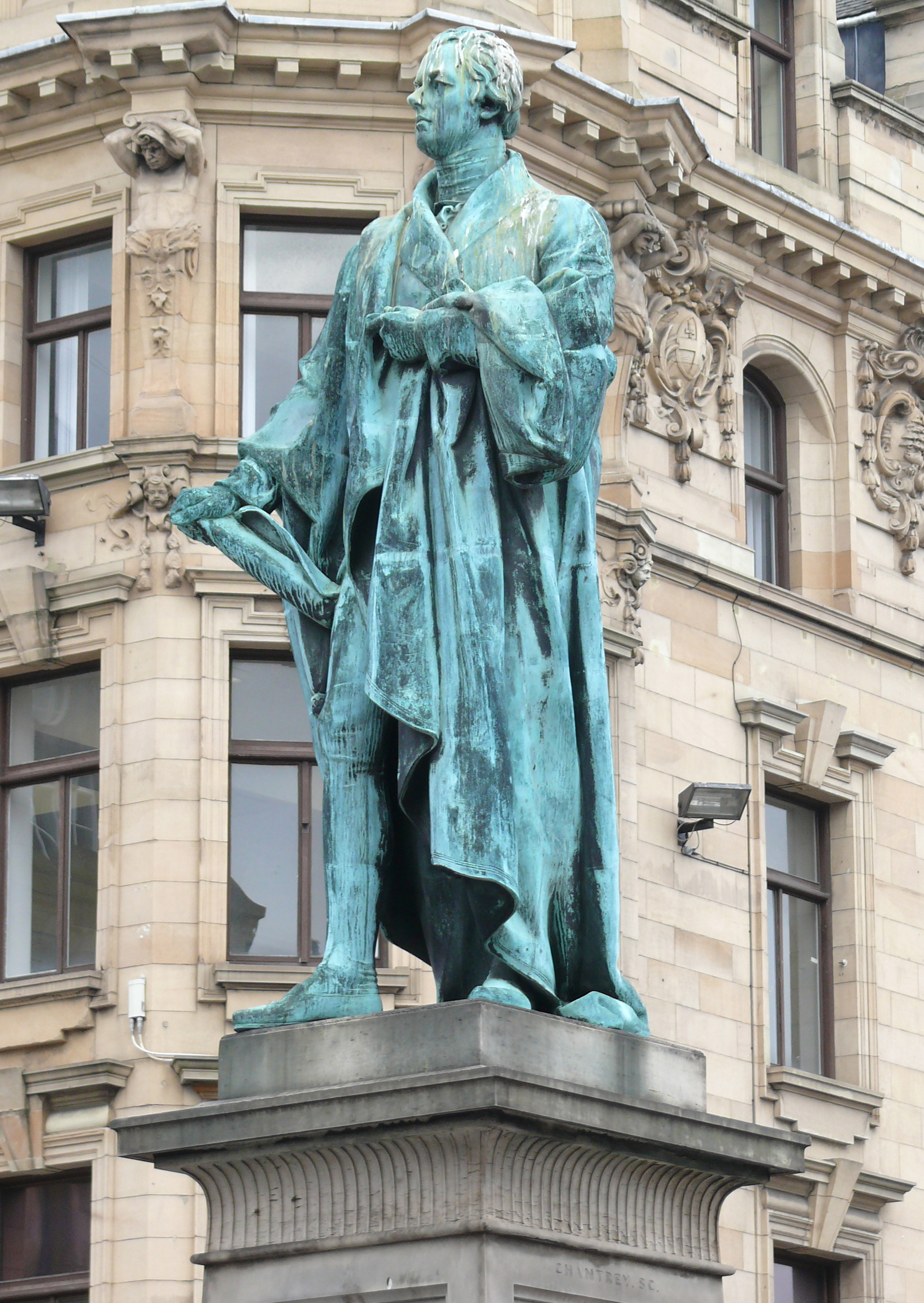
Estàtua a Edimburg.

Tanmateix, algunes idees de política interna no van tenir tant èxit. No va aconseguir reformar el Parlament, ampliar el poder i abolir el tràfic d'esclaus encara que l'abolició va tenir lloc el 25 de mars de 1807 gràcies a la Llei del comerç d'esclaus. El biògraf William Hague considera aquest el major fracàs de Pitt. No obstant això, Hague assenyala que el llarg mandat de Pitt prova els límits naturals del que és possible quan estàs al cim. Des del 1783 fins al 1792, va afrontar cada nou repte amb nota; a partir de 1793 va mostrar una determinació de vegades vacil·lant i des de 1804 es va veure desgastat per una combinació de petita majoria i guerres.